# When We Were Young
Pour le festival au Nevada, voir When We Were Young (festival).
Singles de Adele
Hello
(2015) Send My Love (To Your New Lover)
(2016)
When We Were Young est un single de la chanteuse britannique Adele sorti le 22 janvier 2016.  C'est le deuxième single issu de son troisième album 25, paru le 20 novembre 2015.

## Historique
Publiée en entier sur YouTube le 17 novembre 2015, cette chanson avait été dévoilée en partie les jours précédents. Puis, le 15 décembre 2015, elle est annoncée comme étant le deuxième single officiel de 25.

## Interprétations en direct
La première interprétation en direct de ce single remonte au 21 novembre 2015 durant le Saturday Night Live sur NBC. Une vidéo de la représentation a été mise en ligne le lendemain sur YouTube et compte plus de 14 millions de vue en Janvier 2016.

## Clip vidéo
Mis en ligne sur YouTube le 17 novembre 2015, on voit dans ce clip la chanteuse interpréter sa chanson en live dans une église transformée en studio d'enregistrement pour l'occasion. En janvier 2016, elle a été visionnée à plus de 65 millions de reprises.